# Thomas Rabou
Thomas Rabou (Bois-le-Duc, 12 de diciembre de 1983) es un ciclista neerlandés.

## Biografía
Debutó como profesional con el equipo Team Konica Minolta en 2005 y formó parte del Rabobank Continental, reserva del equipo ProTour Rabobank. En el Tour de California 2010, ganó el maillot de mejor escalador. En 2011, fichó por el equipo Realcyclist.com. En 2015 corrió para el conjunto Attaque Team Gusto. Para 2016 recaló en las filas del conjunto chino Wisdom -Hengxiang Cycling Team, donde estuvo dos temporadas.

## Palmarés
2006
- Tour de Siam
- 1 etapa del Tour de la Farmacia Central de Túnez

2008
- 1 etapa de la Vuelta a Lérida
- 1 etapa del Cinturó de l'Empordá

2012
- 1 etapa de la Vuelta a México

2014
- Critérium Internacional de Argel
- 1 etapa del Tour de Blida

2015
- 1 etapa del Tour de Kumano
- 1 etapa del Tour de Singkarak

2016
- 1 etapa del Tour de China II